# Annihilus
Annihilus egy kitalált szereplő, szupergonosztevő a Marvel Comics képregényeiben. A szereplőt Stan Lee és Jack Kirby alkotta meg. Első megjelenése a Fantastic Four Annul 6. számában volt, 1968-ban. Annihilus egy rovarszerű lény, a Negatív Zóna nevű dimenzió egyik zsarnok uralkodója, aki már többször megpróbálta kiterjeszteni birodalmát a Földre is. Annihilus egyik főszereplője volt a Marvel földönkívüli népeit érintő, 2006 és 2007 között megjelent Annihilation című crossover történetnek.